# André Luiz Silva do Nascimento
André Luiz Silva do Nascimento, ismert nevén André Luiz (São João del Rei, 1980. január 27. –) brazil labdarúgóhátvéd. Rendelkezik francia állampolgársággal is.